# Libor Pivko
Libor Pivko (* 29. března 1980 Nový Jičín) je český hokejový trenér a bývalý útočník.

## Hráčská kariéra
Je odchovancem klubu HC Nový Jičín ale do velkého hokeje se dostal přes HC Slezan Opava, kde debutoval v Extralize v sezoně 1998/99. Před novou sezonou 1999/00 přestoupil do HC Femax Havířov, poté co Femax odkoupil extraligovou licenci od Opavy. V Havířově strávil 2 sezony v letech 1999–2001, když na konci tohoto období podepsal smlouvu se Zlínem. Ve Zlíně strávil také 2 sezony. V roce 2000 byl draftován do NHL ve 3. kole, celkově 89. týmem Nashville Predators. V létě 2001 dostal pozvánku právě od Nashvillu na jejich přípravný kemp, na kempu se potkal s českým hráčem Martinem Eratem. Po skončení přípravy se vrátil do Zlína. 26. června 2003 s Nashvillem podepsal smlouvu. V NHL si zahrál jeden zápas a zbytek sezony strávil na farmě Nashvillu v Milwaukee Admirals, kde pomohl vybojovat Calderův pohár v sezoně 2003/04. 29. července 2005 prodloužil smlouvu s týmem Nashville Predators. Ačkoliv prodloužil smlouvu s Predators, odehrál celou část sezóny opět na jejich farmě Milwaukee Admirals. 20. července 2006 byl vyměněn společně s Dominicem Moorem do týmu Pittsburgh Penguins za 3. kolo draftu, ve kterém byl vybrán Ryan Thang. Po skončení sezóny podepsal smlouvu na dva roky, ale po přípravném kempu byl poslán zpět na farmu a nakonec se rozhodl vrátit do České republiky, kde podepsal smlouvu s týmem HC Moeller Pardubice. Hned v úvodním ročníku si s Pardubicemi zahrál finále playoff, kdy podlehli týmu HC Sparta Praha 2:4 na zápasy. 12. srpna 2010 s Pardubicemi prodloužil smlouvu. Sezónu 2010/11 začal v Pardubicích, kde hrál do 27. kola, poté se rozloučil s diváky a změnil působiště za tým CHK Neftěchimik Nižněkamsk působící v lize KHL i když měl platnou smlouvu s Pardubicemi. 27. května 2011 podepsal smlouvu s dalším klubem v KHL s Dinamem Minsk. Po vypršení smlouvy se s Dynamem Minsk dohodl na prodloužení smlouvy na další jeden rok. V běloruském Dynamu Minsk se produktivně tolik neprosazoval jako v předešlém ročníků, pouze jednu branku zaznamenal a to v zápase proti Atlanta Mytišči, v první třetině za stavu 0:2 nastartoval tým k obratu a nakonec zvítězili 3:2. Na jeden zápas se objevil v běloruské nejvyšší soutěži za klub HK Homel. Po nezdařilé sezoně 2012/13, ve kterém nedostával tolik příležitostí na ledě jak by si přál, posílil před startem nového ročníku 2013/14 extraligový celek HC Kometa Brno. V přípravném zápasu proti Mountfieldu HK si poranil meniskus, čímž musel odložit začátek sezony. Po třech měsících začal s klubem trénovat, musel se podrobit operací. Potíže s kolenem se mu stalo osudným až do konce kariéry, kterou musel nuceně ukončit. Po snaze se plně zotavit po zranění kolene, se přišel rozehrát do prvoligového celku SK Horácká Slavia Třebíč. V prvním utkáním vstřelil proti HC Stadion Litoměřice dvě branky, Třebíč díky tomu vyhrál 3:2. Do plného tempa se dostal až v závěru základní části, s Kometou Brno postoupili do playoff, ve kterém nechyběl v žádném zápase. Ve finále playoff nestačili na PSG Zlín, se kterém prohráli 1:4 na série. 2. května 2014 se upsal Pardubickému celku HC ČSOB Pojišťovna Pardubice, ve kterém působil v letech 2006–2011. Za Pardubice naskočil pouze na jedno utkání, ve 48 kole proti HC Vítkovice Steel. Ke zdravotním problémům s kolenem se přidal i únavový syndrom.

## Trenérská kariéra
Ze zdravotních důvodů musel ukončit hráčskou kariéru v roce 2015, o pár měsíce později se dohodl na působení v nižší české nejvyšší jako asistent trenéra v Draci Šumperk. Od roku 2016 do 2018 trénoval starší dorost, v prvním ročníku jako asistent druhý rok už jako hlavní trenér. Později přešel k trénování mládeže k nedalekým Pardubicím, v ročníku 2022/23 byl hlavním trenérem deváté třídy.

## Ocenění a úspěchy
- 2006 AHL - All-Star Game[15]
- 2007 ČHL - Nejtrestanější hráč
- 2010 ČHL - Nejlepší hráč v pobytu na ledě +/−

## Prvenství

### ČHL
- Debut - 5. března 1999 (HC Slovnaft Vsetín proti HC Slezan Opava)
- První asistence - 5. března 1999 (HC Slovnaft Vsetín proti HC Slezan Opava)
- První gól - 19. září 1999 (HC České Budějovice proti HC Femax Havířov, českému brankáři Ivo Čapek)
- První hattrick  - 19. října 2001 (HC Femax Havířov proti HC Continental Zlín, všechny tři branky vstřelil českému brankáři Vladimíru Hudáčkovi)

### NHL
- Debut - 24. listopadu 2003 (Colorado Avalanche proti Nashville Predators)

### KHL
- Debut - 10. prosince 2010 (CHK Neftěchimik Nižněkamsk proti Dinamo Riga)
- První gól - 22. prosince 2010 (Salavat Julajev Ufa proti CHK Neftěchimik Nižněkamsk, švédskému brankáři Erik Ersberg)
- První asistence - 24. prosince 2010 (Traktor Čeljabinsk proti CHK Neftěchimik Nižněkamsk)

## Klubová statistika
| Sezóna       | Klub                         | Soutěž       |     | Základní část | Základní část | Základní část | Základní část | Základní část |    | Play off | Play off | Play off | Play off | Play off |
| Sezóna       | Klub                         | Soutěž       | Z   | G             | A             | B             | TM            | Z             | G  | A        | B        | TM       |          |          |
| 1995/1996    | HC Slezan Opava              | ČHL-18       | 37  | 19            | 14            | 33            | 30            | —             | —  | —        | —        | —        |          |          |
| 1996/1997    | HC Slezan Opava              | ČHL-18       | 16  | 12            | 9             | 21            | 22            | —             | —  | —        | —        | —        |          |          |
| 1997/1998    | HC Slezan Opava              | ČHL-20       | 37  | 15            | 11            | 26            | 36            | —             | —  | —        | —        | —        |          |          |
| 1998/1999    | HC Slezan Opava              | ČHL-20       | 38  | 21            | 14            | 35            |               | —             | —  | —        | —        | —        |          |          |
| 1998/1999    | HC Slezan Opava              | ČHL          | 5   | 0             | 1             | 1             | 0             | —             | —  | —        | —        | —        |          |          |
| 1999/2000    | HC Femax Havířov             | ČHL-20       | 5   | 1             | 3             | 4             | 4             | —             | —  | —        | —        | —        |          |          |
| 1999/2000    | HC Femax Havířov             | ČHL          | 40  | 11            | 11            | 22            | 41            | —             | —  | —        | —        | —        |          |          |
| 1999/2000    | HC Ytong Brno                | 2.ČHL        | —   | —             | —             | —             | —             | 4             | 3  | 4        | 7        | 0        |          |          |
| 2000/2001    | HC Femax Havířov             | ČHL          | 45  | 7             | 12            | 19            | 58            | —             | —  | —        | —        | —        |          |          |
| 2001/2002    | HC Continental Zlín          | ČHL          | 46  | 8             | 20            | 28            | 36            | 9             | 5  | 3        | 8        | 8        |          |          |
| 2002/2003    | HC Hamé Zlín                 | ČHL          | 52  | 13            | 12            | 25            | 60            | —             | —  | —        | —        | —        |          |          |
| 2003/2004    | Nashville Predators          | NHL          | 1   | 0             | 0             | 0             | 0             | —             | —  | —        | —        | —        |          |          |
| 2003/2004    | Milwaukee Admirals           | AHL          | 57  | 11            | 20            | 31            | 50            | 21            | 7  | 6        | 13       | 22       |          |          |
| 2004/2005    | Milwaukee Admirals           | AHL          | 56  | 5             | 15            | 20            | 59            | 6             | 0  | 1        | 1        | 2        |          |          |
| 2005/2006    | Milwaukee Admirals           | AHL          | 69  | 12            | 57            | 69            | 63            | 12            | 3  | 5        | 8        | 16       |          |          |
| 2006/2007    | HC Moeller Pardubice         | ČHL          | 35  | 9             | 5             | 14            | 38            | 18            | 3  | 1        | 4        | 59       |          |          |
| 2007/2008    | HC Moeller Pardubice         | ČHL          | 33  | 8             | 8             | 16            | 28            | —             | —  | —        | —        | —        |          |          |
| 2008/2009    | HC Moeller Pardubice         | ČHL          | 50  | 18            | 21            | 39            | 60            | 7             | 4  | 2        | 6        | 6        |          |          |
| 2009/2010    | HC Eaton Pardubice           | ČHL          | 49  | 11            | 15            | 26            | 44            | 13            | 2  | 8        | 10       | 8        |          |          |
| 2010/2011    | HC Eaton Pardubice           | ČHL          | 27  | 7             | 13            | 20            | 24            | —             | —  | —        | —        | —        |          |          |
| 2010/2011    | CHK Neftěchimik Nižněkamsk   | KHL          | 21  | 4             | 4             | 8             | 16            | 7             | 1  | 2        | 3        | 6        |          |          |
| 2011/2012    | HK Dinamo Minsk              | KHL          | 47  | 7             | 11            | 18            | 71            | 4             | 0  | 0        | 0        | 6        |          |          |
| 2012/2013    | HK Dinamo Minsk              | KHL          | 39  | 1             | 5             | 6             | 52            | —             | —  | —        | —        | —        |          |          |
| 2012/2013    | HK Homel                     | BHL          | 1   | 0             | 0             | 0             | 0             | —             | —  | —        | —        | —        |          |          |
| 2013/2014    | HC Kometa Brno               | ČHL          | 6   | 1             | 2             | 3             | 6             | 18            | 5  | 5        | 10       | 10       |          |          |
| 2013/2014    | SK Horácká Slavia Třebíč     | 1.ČHL        | 2   | 3             | 0             | 3             | 2             | —             | —  | —        | —        | —        |          |          |
| 2014/2015    | HC ČSOB Pojišťovna Pardubice | ČHL          | 1   | 0             | 0             | 0             | 2             | —             | —  | —        | —        | —        |          |          |
| Celkem v ČHL | Celkem v ČHL                 | Celkem v ČHL | 383 | 92            | 119           | 211           | 397           | 65            | 19 | 19       | 38       | 91       |          |          |

## Turnaje v Česku
| Rok    | Tým                  | Liga         | Z  | G  | A  | B  | TM |
| ------ | -------------------- | ------------ | -- | -- | -- | -- | -- |
| 2001   | HC Continental Zlín  | Tipsport Cup | 7  | 1  | 1  | 2  | 0  |
| 2002   | HC Hamé Zlín         | Tipsport Cup | 7  | 5  | 3  | 8  | 2  |
| 2007   | HC Moeller Pardubice | Tipsport Cup | 6  | 2  | 1  | 3  | 38 |
| 2008   | HC Moeller Pardubice | Tipsport Cup | 4  | 1  | 2  | 3  | 4  |
| 2009   | HC Eaton Pardubice   | Tipsport Cup | 3  | 0  | 1  | 1  | 0  |
| 2010   | HC Eaton Pardubice   | Tipsport Cup | 3  | 2  | 2  | 4  | 8  |
| Celkem | Celkem               | Celkem       | 30 | 11 | 10 | 21 | 52 |

## Reprezentace
| Rok           | Tým           | Soutěž        | Z | G | A | B | TM |
| ------------- | ------------- | ------------- | - | - | - | - | -- |
| 2000          | Česko 20      | MSJ           | 7 | 1 | 2 | 3 | 4  |
| 2001          | Česko         | EHT           | 3 | 0 | 0 | 0 | 2  |
| 2002          | Česko         | EHT           | 3 | 1 | 0 | 1 | 2  |
| Celkem na EHT | Celkem na EHT | Celkem na EHT | 6 | 1 | 0 | 1 | 4  |